# Bouliac
Bouliac – miejscowość i gmina we Francji, w regionie Nowa Akwitania, w departamencie Żyronda.
Według danych na rok 1990 gminę zamieszkiwało 2841 osób, a gęstość zaludnienia wynosiła 380 osób/km² (wśród 2290 gmin Akwitanii Bouliac plasuje się na 151. miejscu pod względem liczby ludności, natomiast pod względem powierzchni na miejscu 1244.).